# Calne Railway
Die Calne Railway war eine Eisenbahngesellschaft in Wiltshire in England.
Die Gesellschaft erhielt am 15. Mai 1860 das Recht zum Bau einer 8,5 Kilometer langen Bahnstrecke von Chippenham nach Calne. Die Gesellschaft hatte ein Grundkapital von 35.000 £. Größter Anteilseigner war die Familie Harris, die einen großen Fleischverarbeitungsbetrieb in Calne besaßen. Die in 2,14 Meter-Breitspur ausgeführte Strecke band in Chippenham an das Netz der Great Western Railway an. Am 3. November 1863 erfolgte die Inbetriebnahme. Bereits im Mai 1862 war die Betriebsführung durch die GWR vereinbart worden. 
Mit Hilfe der Great Western Railway wurde die Bahnstrecke am 21. Juli 1873 auf Normalspur umgestellt. Die Übernahme durch die GWR erfolgte am 1. Juli 1892.